# Żawynka
Żawynka (ukr. Жавинка) – wieś na Ukrainie, w obwodzie czernihowskim, w rejonie czernihowskim. W 2001 liczyła 549 mieszkańców, wśród których 523 jako ojczysty język wskazało ukraiński, a 26 rosyjski.